# Brian Span
Brian Span, ps. Cobi (ur. 23 lutego 1992 w Somers) – amerykański piłkarz pochodzenia kostarykańskiego. Posiada także obywatelstwo Kostaryki.
W sezonie 2012/2013 z klubem Djurgårdens IF zajął II miejsce w rozgrywkach o Puchar Szwecji. Jako zawodnik klubu IFK Mariehamn zdobył Puchar Finlandii oraz zwyciężył w mistrzostwach krajowych w latach odpowiednio 2015 i 2016.